# Sân bay quốc tế Tân Trịnh Trịnh Châu
Sân bay quốc tế Tân Trịnh Trịnh Châu (IATA: CGO, ICAO: ZHCC) (tiếng Trung: 郑州新郑国际机场; bính âm: Zhèngzhōu Xīnzhèng Guójì Jīchǎng) nằm ở Trịnh Châu, Hà Nam, Trung Quốc.
Sân bay này nằm cách Trịnh Châu 37 km, được khai trương vào ngày 28/8/1997. Đây là sân bay bận rộn thứ 21 của Trung Quốc. Sân bay được xây dựng để thay thế Sân bay Dongjiao, nằm trong vùng lân cận ngay trung tâm thành phố Trịnh Châu.
Ở đây có các chuyến bay trong nước và khu vực từ sân bay đến các thành phố lớn nhất ở Cộng hòa Nhân dân Trung Hoa này, các chuyến bay vận chuyển hàng hóa quốc tế tới Trung Đông và Bắc Phi (bao gồm cả Etihad Airways và DAS Air Cargo) cũng như các chuyến bay thuê bao đến Thái Lan trong mùa du lịch.
Năm 2014, sân bay này phục vụ 15,8 triệu lượt khách là sân bay có lượng khách đông thứ 17 Trung Quốc.

## Hãng hàng không và điểm đến

### Hành khách
| Hãng hàng không                                         | Các điểm đến | Nhà ga/ Hành lang |
| ------------------------------------------------------- | --- | ----------------- |
| Air China                                               | Bắc Kinh-Thủ đô, Thành Đô, Hàng Châu | Nội địa           |
| Air Macau                                               | Macau | Quốc tế           |
| Beijing Capital Airlines                                | Bao Đầu, Đại Lý, Quế Lâm, Hải Khẩu, Hàng Châu, Lệ Giang, Tam Á, Urumqi | Nội địa           |
| Chengdu Airlines                                        | Thành Đô, Quế Lâm, Hải Khẩu | Nội địa           |
| China Eastern Airlines                                  | Đại Liên, Hàng Châu, Côn Minh, Lan Châu, Nam Kinh, Ninh Ba, Thượng Hải-Hồng Kiều, Thượng Hải-Phố Đông, Urumqi, Ôn Châu, Tây Ninh, Ngân Xuyên | Nội địa           |
| China Eastern Airlines                                  | Đà Nẵng (bắt đầu từ 5/7/2016), Nha Trang (từ 6/7/2016) | Quốc tế           |
| China Southern Airlines                                 | Aksu, Bao Đầu, Bắc Hải, Bắc Kinh-Thủ đô, Trường Xuân, Thành Đô, Trùng Khánh, Đại Liên, Phúc Châu, Quảng Châu, Quế Lâm, Sân bay quốc tế Long Động Bảo Quý Dương, Hải Khẩu, Hàng Châu, Cáp Nhĩ Tân, Hohhot, Côn Minh, Lanzhou, Nam Ninh, Nam Dương, Ninh Ba, Ordos, Tam Á, Thượng Hải-Hồng Kiều, Thượng Hải-Phố Đông, Sán Đầu, Thẩm Dương, Thâm Quyến, Urumqi, Ôn Châu, Xishuangbanna, Hạ Môn, Tây Ninh, Ngân Xuyên, Nghĩa Ô, Du Lâm, Châu Hải | Nội địa           |
| China Southern Airlines                                 | Bangkok–Suvarnabhumi, Hong Kong, Phuket, Seoul–Incheon, Đài Bắc-Đào Viên, Tokyo–Narita | Quốc tế           |
| China Southern Airlines vận hành bởi Chongqing Airlines | Trùng Khánh, Cáp Nhĩ Tân | Nội địa           |
| Dragonair                                               | Hong Kong | Quốc tế           |
| Emirates                                                | Dubai–International | Quốc tế           |
| EVA Air                                                 | Kaohsiung, Đài Bắc-Đào Viên | Quốc tế           |
| Fuzhou Airlines                                         | Phúc Châu | Nội địa           |
| GX Airlines                                             | Hohhot, Nam Ninh | Nội địa           |
| Hainan Airlines                                         | Đại Liên, Phúc Châu, Quảng Châu, Sân bay quốc tế Long Động Bảo Quý Dương, Hải Khẩu, Hàng Châu, Hohhot, Tam Á, Thâm Quyến, Urumqi, Hạ Môn | Nội địa           |
| Hongtu Airlines                                         | Côn Minh | Nội địa           |
| Joy Air                                                 | Hợp Phì, Nanchang, Yuncheng | Nội địa           |
| Juneyao Airlines                                        | Thượng Hải-Hồng Kiều | Nội địa           |
| Korean Air                                              | Seoul–Incheon | Quốc tế           |
| Kunming Airlines                                        | Côn Minh | Nội địa           |
| Loong Air                                               | Hàng Châu | Nội địa           |
| Lucky Air                                               | Côn Minh, Lijiang | Nội địa           |
| Mandarin Airlines                                       | Đài Bắc-Đào Viên | Quốc tế           |
| Shandong Airlines                                       | Trùng Khánh, Quế Lâm, Sân bay quốc tế Long Động Bảo Quý Dương, Tế Nam, Korla, Lanzhou, Thanh Đảo, Hạ Môn | Nội địa           |
| Shanghai Airlines                                       | Hàng Châu, Thượng Hải-Hồng Kiều, Thượng Hải-Phố Đông | Nội địa           |
| Shenzhen Airlines                                       | Trường Xuân, Trùng Khánh, Đại Liên, Hải Khẩu, Cáp Nhĩ Tân, Hohhot, Côn Minh, Mãn Châu Lý, Nam Kinh, Nam Ninh, Thẩm Dương, Thâm Quyến, Urumqi | Nội địa           |
| Sichuan Airlines                                        | Trường Xuân, Thành Đô, Trùng Khánh, Hàng Châu, Cáp Nhĩ Tân, Côn Minh, Urumqi | Nội địa           |
| Spring Airlines                                         | Dương Châu | Nội địa           |
| Spring Airlines                                         | Osaka–Kansai | Quốc tế           |
| Tianjin Airlines                                        | Đại Liên, Quế Lâm, Hàng Châu, Hohhot, Mai Huyện, Nanchang, Nam Ninh, Ninh Ba, Tam Á, Thiên Tân, Urumqi, Zunyi | Nội địa           |
| Tigerair                                                | Singapore (bắt đầu từ ngày 28 tháng 6 năm 2016) | Quốc tế           |
| VietJet Air                                             | Nha Trang | Quốc tế           |
| Vietnam Airlines                                        | Nha Trang | Quốc tế           |
| West China                                              | Trùng Khánh, Phúc Châu, Sân bay quốc tế Long Động Bảo Quý Dương, Korla, Lhasa, Tuyền Châu, Sán Đầu, Thâm Quyến, Urumqi, Ôn Châu | Nội địa           |
| Xiamen Airlines                                         | Phúc Châu, Hải Khẩu, Hàng Châu, Cáp Nhĩ Tân, Lanzhou, Tuyền Châu, Urumqi, Hạ Môn, Tây Ninh, Ngân Xuyên | Nội địa           |

### Hàng hóa
| Hãng hàng không         | Các điểm đến                           |
| ----------------------- | -------------------------------------- |
| AirBridgeCargo Airlines | Moscow–Domodedovo, Moscow–Sheremetyevo |
| Air China Cargo         | Amsterdam                              |
| Cargolux                | Chicago–O'Hare, Luxembourg             |
| Cathay Pacific Cargo    | Hong Kong, Thượng Hải-Phố Đông         |
| China Airlines Cargo    | Nanjing, Đài Bắc-Đào Viên              |
| China Southern Airlines | Anchorage, Guangzhou                   |
| Etihad Cargo            | Abu Dhabi, Almaty                      |
| Hong Kong Airlines      | Hong Kong, Thiên Tân                   |
| MASkargo                | Kuala Lumpur–International             |
| UPS Airlines            | Seoul–Incheon                          |